# 蓬喬澤羅湖
蓬喬澤羅湖是俄羅斯西北部的大型淡水湖，位於摩爾曼斯克州內的科拉半島南部，處於卡諾澤羅湖東南10公里，屬於白海流域，海拔高度45米，長10公里、闊3公里，湖水主要來自溶雪和雨水，流經河流有溫巴河。